# Водолей (фильм, 2016)
«Водолей» (порт. Aquarius) — бразильский драматический кинофильм, снятый режиссёром Клебером Мендонсой-сыном. Мировая премьера ленты состоялась 17 мая 2016 на Каннском кинофестивале.

## Сюжет
Фильм рассказывает о 65-летней вдове по имени Клара, которая владеет квартирой в старом доме «Водолей» в Ресифе. Строительная компания, планирующая построить здесь элитный отель, скупила квартиры всех остальных жильцов, но Клара ни за что не хочет съезжать. С этой квартирой связаны все её воспоминания: здесь она счастливо жила со своим ныне покойным мужем, здесь вырастила детей, здесь справилась с раком груди. Представители компании тоже не намерены сдаваться и предлагают всё более высокую цену, а получив очередной отказ пускаются на всяческие ухищрения, чтобы вынудить Клару съехать...

## В ролях
| Актёр             | Роль                    |
| ----------------- | ----------------------- |
| Сония Брага       | Клара                   |
| Маев Джинкингз    | Ана Паула, дочь Клары   |
| Ирандир Сантус    | Робервал                |
| Умберто Карран    | Диего                   |
| Зораида Колету    | Ладжани, служанка Клары |
| Карла Рибас       | Клейде, адвокат Клары   |
| Фернанду Тейшейра | Жералду                 |
| Буда Лира         | Антониу                 |
| Педро Кейрус      | Томас                   |

## Награды и номинации
- 2016 — участие в основной конкурсной программе Каннского и Вальядолидского кинофестивалей.
- 2016 — приз за лучший фильм на Сиднейском кинофестивале.
- 2016 — приз ФИПРЕССИ на Гаванском кинофестивале.
- 2016 — приз зрительских симпатий и приз лучшей актрисе (Сония Брага) на кинофестивале в Мар-дель-Плата.
- 2016 — номинация на приз «Дух свободы» на Иерусалимском кинофестивале.
- 2016 — 4-е место в списке лучших фильмов года по версии журнала Cahiers du cinéma.
- 2017 — три премии Бразильской киноакадемии: лучший фильм, лучший режиссёр (Клебер Мендонса-сын), лучшая музыка (Матеус Алвес). Кроме того, лента получила 8 номинаций.
- 2017 — номинация на премию «Сезар» за лучший иностранный фильм.
- 2017 — номинация на премию «Независимый дух» за лучший международный фильм.
- 2018 — номинация на премию «Ариэль» за лучший латиноамериканский фильм.
- 2018 — номинация на премию Лондонского кружка кинокритиков за лучший фильм на иностранном языке.